# Polemonium caeruleum
La valeriana azul o valeriana griega (Polemonium caeruleum) es una especie de planta perenne perteneciente a la familia Polemoniaceae. La planta produce flores de color lavanda, o blancas en forma de copa. Es nativa de las regiones templadas de Europa.

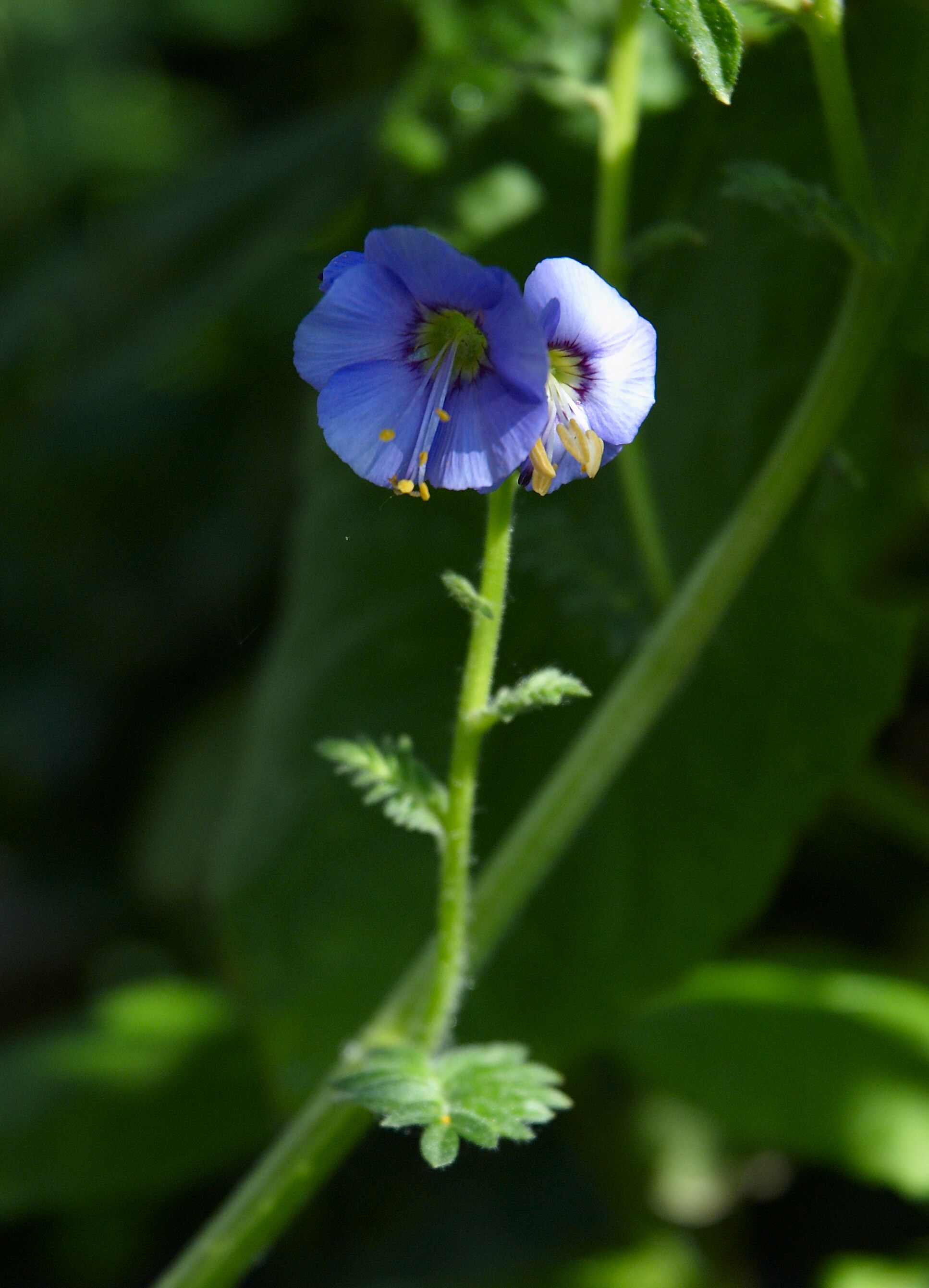
Inflorescencia

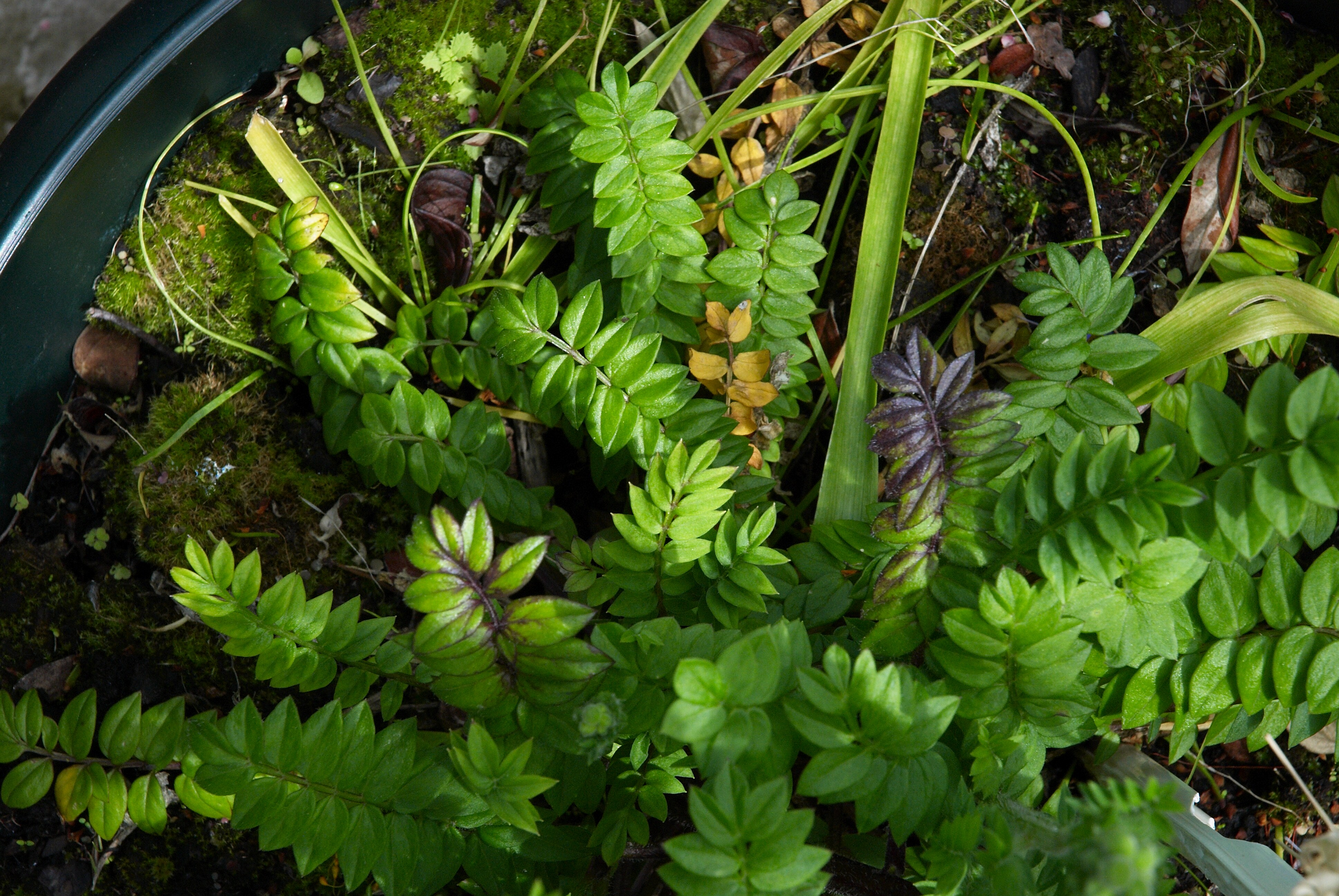
Vista de la planta

## Descripción
La planta suele alcanzar una altura de 45 a 60 centímetros, pero algunas ocasiones puede llegar a los 90 centímetros. La propagación de la planta es también de 45 a 60 centímetros

## Hábitat
La planta se encuentra en los pastizales, bosques, prados y zonas rocosas en zonas de templadas de Europa.

## Cultivo
La planta normalmente prefiere suelo que es rico en humedad y cal y no requiere tanta luz del sol como otras plantas. Dependiendo de las condiciones, necesitará diferentes cantidades de agua en el verano. Si es verano caliente, la planta puede requerir agua adicional. Si se trata de un promedio en verano, es probable que no necesita agua adicional.
Las variedades cultivadas incluyen Blue Pearl y Brise d'Anjou. Flores blancas (Album, White Pearl) y un abigarrado (Snow and Sapphires) están disponibles.

(Los gatos se sienten atraídos por el olor de la planta, particularmente las plantas más jóvenes. Una persona que está cultivando la planta en un contenedor o en el jardín del hogar debe proteger a las plantas si son propietarios de un gato.)

## Usos

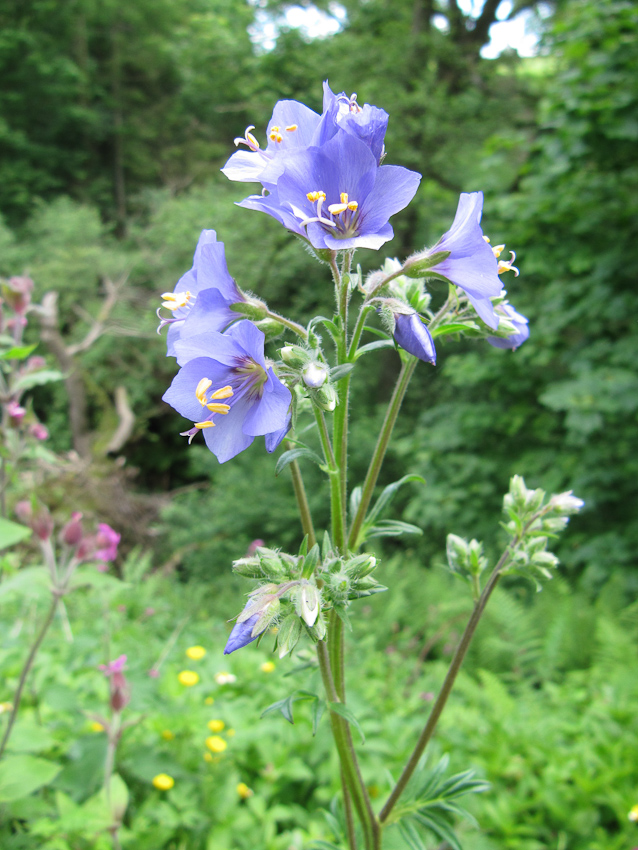
Polemonium caeruleum

La planta fue utilizada por primera vez como una hierba medicinal en la antigua Grecia. Los antiguos griegos usaban la raíz para tratar la disentería, dolores de muelas y mordeduras de animales. La planta también se encontraba en las farmacias europeas durante el siglo XIX y fue utilizada como un agente antisifilítico y para el tratamiento de la rabia. En la actualidad, la planta no se utiliza por lo general por razones médicas.
Caeruleum polemonium fue elegida como la flor del condado de Derbyshire en 2002, tras una encuesta realizada por la conservación de la planta silvestre por Plantlife.
Hoy en día, la planta se utiliza por lo general en popurrís y es hervida en aceite de oliva para hacer tintes negros de peluquería, pero tiene algunos otros usos importantes.

## Taxonomía
Polemonium caeruleum fue descrita por Carlos Linneo y publicado en Species Plantarum 1: 162. 1753.
Sinonimia
- Polemonium laxiflorum Kitam.[6]